# 부천북중학교
부천북중학교(富川北中學校)는 경기도 부천시 도당동에 있었던 공립 중학교이다. 현재는 폐교됐다.

## 학교 연혁
- 1968년 10월 12일: 오정중학교 남녀공학 9학급 설립인가
- 1968년 12월 1일: 초대 오인균 교장 취임
- 1969년 3월 5일: 제1회 입학(2학급 남, 여 123명)
- 1981년 3월 2일: 부천북중학교로 교명 변경
- 1999년 4월 28일: 부천북중학교 럭비부 창단
- 2000년 5월 10일: 학교급식소 준공
- 2014년 2월 10일: 제43회 졸업(292명)
- 2017년 3월 2일: 제16대 진병구 교장 부임
- 2018년 2월 28일: 부천북여자중학교와 도당중학교로 통폐합[2], 49년만에 폐교

## 참고 자료
- 부천북중학교 - 한국교육학술정보원 학교알리미